# ØJLUG
Østjyllands Linux User Group (ØJLUG) er en brugergruppe for alle Linux-brugere, -entusiaster og -interesserede i Østjylland.
ØJLUG her til formål at fremme Linux på alle områder, at hjælpe hinanden og andre Linuxbrugere, samt at lave arrangementer for for begyndere og erfarne linuxbrugere.

## Historie
Der manglede en Linux-brugergruppe for Linux-brugere i Østjylland, og derfor besluttede Martin Willemoes Hansen at oprette én. Han sendte et e-brev til Henning C. Nielsen og Gunner Carstens for at høre om de var intereserede i at være med. 
I foråret 2005 blev Østjyllands Linux User Group derfor oprettet af Martin Willemoes Hansen, Gunner Carstens og Henning C. Nielsen.
10. april 2005 kom der for alvor gang i planlægningen af ØJLUG, beslutningen om indkøb af domæne, oprettelse af hjemmeside, e-post-lister og webforum blev taget. Desuden blev det første spæde program planlagt, og udkastet til en pressemeddelelse blev skrevet.
Brugergruppen blev til en forening 1. maj 2005. Martin Willemoes Hansen, Henning C. Nielsen, Gunner Carstens, Mads Darø Kristensen og Dennis Decker Jensen blev valgt ind i bestyrelsen og første version af foreningens vedtægter blev godkendt.

## Eksterne links
- Friheden til at skrive bøger – frit tilgængelige bøger om Linux
- Linux.dk Arkiveret 23. september 2005 hos  Wayback Machine – websted for danske Linux-interesserede
- Linuxin.dk – dansk internetportal
- linuxwiki.org
- SSLUG's hjemmeside
- ØJLUG's hjemmeside Arkiveret 18. november 2005 hos  Wayback Machine